# Colostethus alacris
Colostethus alacris — вид жаб родини дереволазових (Dendrobatidae).

## Поширення
Ендемік Колумбії. Відомий всього з декількох зразків, що знайдені в муніципалітеті Ель-Тамбо в департаменті Каука, на схилі Західних Кордільєрів на висоті 1400 м над рівнем моря. Його природним середовищем проживання є субтропічні або тропічні вологі гірські ліси і річки.
Спосіб життя, ймовірно, схожий зі способом життя близьких видів, з пуголовоками, що розвиваються у воді. Ареал виду не належить до територій, що охороняються.